# Guerra chanca-inca
La guerra chanca-inca (1440) va ser l'últim dels conflictes que va enfrontar a chancas i inques. Va ser originat per l'atac de l'ètnia chanca a la ciutat del Cuzco i la defensa que va organitzar de la mateixa el príncep inca Cusi Yupanqui. La batalla va acabar amb una victòria inca que va obligar a l'exèrcit chanca a replegar-se a Ichupampa.
Després de la victòria incaica en la batalla del Cuzco, els inques van passar a l'ofensiva i van tornar a vèncer definitivament als chancas en la batalla de Yahuarpampa i van sumar les restes de l'exèrcit chanca sota el comandament de Anco Haullu al seu exèrcit, com era el seu costum.
La guerra contra els chancas, segons alguns autors, es va deure al fet que aquests rivalitzaven en el seu afany conqueridor i va significar per als inques un punt d'inflexió per a la seva consolidació i el total domini del Cuzco. Així, va marcar el començament de la seva expansió territorial que continuarien successivament el mateix Pachacútec, Túpac Yupanqui i Huayna Cápac.
L'atac chanca en 1438 no va ser el primer enfrontament militar de Pachacútec Inca.

## Desenvolupament

### Preparatius de l'atac chanca
Durant el govern de Huiracocha Inca, els chancas van sortir de les seves terres disposats a conquistar el Cuzco, van partir de Paucaray i segons l'usança andina es van dividir en tres exèrcits. Tan segurs estaven de la fàcil conquesta del Cuzco que dos dels exèrcits es van dirigir al Contisuyo i el tercer va prendre la ruta cap a capital incaica. Arribats a Vilcacunga van enviar els seus emissaris al Cuzco anunciant la seva intenció de sotmetre als inques, per la qual cosa l'ancià Sapa Inca atemorit per la notícia va abandonar el Cuzco a la seva sort i es va refugiar al costat dels seus fills Urco i Socso en la fortalesa de Caquia Xaquixahuana. Quan la lluita entre els inques i els chancas adquireix un caràcter èpic davant la proximitat de les tropes enemigues, és en aquestes circumstàncies que va sorgir la figura del jove príncep Cusi Yupanqui qui va decidir defensar el Cuzco.

### Setge chanca sobre el Cuzco
Sarment de Gamboa diu que els chancas van atacar la ciutat i van traspassar les seves muralles, deslligant-se una feroç batalla casa per casa. Els cuzqueños havien construït fossats coberts per branques i terra on van caure molts chancas en carregar. Tots els habitants van participar en la defensa, destacant una dona, Chañan Qori coca que va lluitar tan bravament que va fer retrocedir a l'enemic del seu barri. Finalment, els chancas degueren retirar-se cap a Ichupampa per a reagrupar-se abandonant gran part dels seus subministraments i tresors. Va ser llavors quan van rebre reforços que tornaven de les altres campanyes, mentre que Cusi rebia l'ajuda de pobles veïns impressionats pel seu èxit.

### Batalla de Yahuarpampa
El general chanca Astoy Huaraca, va enviar un missatger a Cusi desafiant-lo a una batalla campal i assegurant que la derrota es va deure a haver de lluitar en carrers estrets. També li va prometre «en breu tenyiria la seva llança amb la seva sang». El príncep li va respondre que era el fill de Inti i guardià del Cuzco i mai se sotmetria. Quan es va donar la gran batalla decisiva, Cusi va decapitar amb la seva destral a tots dos generals chancas i va posar els seus caps en piques per a desmoralitzar a l'enemic, que va trencar files i va ser perseguit i massacrat sense pietat. Cieza de Lleó diu que Uscovilca va morir en el combat. En canvi, Sarment de Gamboa sosté que el rei era una mòmia portada en andes com a relíquia per a animar als chancas. Quan es va fer amb la relíquia els chancas haurien fugit desmoralitzats. Els inques van fer un gran botí que després usarien per a les seves campanyes d'expansió.

### Conquesta incaica
Després d'una prolongada guerra contra els inques, la nació chanca va quedar desorganitzada, i molts d'ells van ser desplaçats i esclavitzats (Mitimaes). Alguns, per a no veure's reduïts a la condició de vassalls del Sapa Inca, van abandonar les seves fortaleses i poblats i van migrar en gran nombre cap al curs superior del riu Urubamba fundant el que avui és Làmines.